# Понгпраюн, Кеу
Кеу Понгпраюн (тайск. แก้ว พงษ์ประยูร; ритэг: Кео Phongprayun; произносится [kɛːw pʰōŋ.пра.jūːn]; родился 28 марта 1980 года в Kamphaeng Phet) — тайский боксер-любитель. Выиграл серебряную медаль на Летних Олимпийских играх 2012 года, сержант Королевской тайской армии.
Понгпраюн выиграл в 2009 году Чемпионат Азии по боксу и Игры Юго-Восточной Азии 2009 и 2011 годов.
В 2009 году на Чемпионате мира по боксу он проиграл свой третий бой Хосе Келвин де ла Ниеве.
В 2011 году на Чемпионате мира по боксу он обыграл двух соперников, затем проиграл 8:14 бой Цзоу Шимин.
На Летних Олимпийских играх 2012 года он выиграл свой первый бой против Алжирца Мохамеда Флиссии (Flissi) 19:11, затем потерпел поражение от эквадорца Карлоса Куипо и болгарского спортсмена - Александра Александрова. Вышел в финал, где встретился с россиянином Давидом Айрапетяном 13:12. Проиграл в финале спортсмену Цзоу Шимину 10:13.